# ال حيدر (مدينة مأرب)

تعديل مصدري - تعديل

ال حيدر هي إحدى قرى عزلة الاشراف بمديرية مدينة مأرب التابعة لمحافظة مأرب، بلغ تعداد سكانها 324 نسمة حسب تعداد اليمن لعام 2004.